# Rapport sur le rôle de la France dans la guerre du Cameroun de 1945 à 1971
Le Rapport sur le rôle de la France dans la guerre du Cameroun de 1945 à 1971, de son titre complet "La France au Cameroun (1945-1971) Rapport de la Commission « Recherche » sur le rôle et l'engagement de la France dans la lutte contre les mouvements indépendantistes et d'opposition au Cameroun de 1945 à 1971." est un rapport d'étude remis le 28 janvier 2025 sur le rôle de la France dans la guerre d'indépendance du Cameroun.

## Travaux

### Archives utilisées
Le travail d'écriture du rapport débute au cours de l'été 2023. Pour comprendre les efforts diplomatiques et militaires français pour obtenir un mandat partagé avec les autorités britanniques sur le Cameroun, un espace stratégique majeur en Afrique centrale, le rapport couvre aussi la période de 1916 à la Seconde Guerre mondiale. Reliant ainsi cette période aux prémices de la répression et de la guerre au Cameroun.
6 000 notes de bas de page référencent des documents d'archives venant de municipalités et département en France en Suisse, au Royaume-Uni et au Nigeria. Du Cameroun, des collections, témoignages et archives sont étudiés, venants de la sous-préfecture de Mbouda, de la délégation des Arts et de la Culture pour la région de l'Ouest et des archives de la préfecture du département de la Menoua.

### Équipe
Les auteurs du rapport, membre de la Commission et rôles respectifs sont :
- Karine Ramondy[1] (directeur) Lancelot Arzel ; Alvine Assembe Ndi ; Marine Bellot-Gurlet ; Françoise Blum ; Willibroad Dze Ngwa ; Anthony Guyon ; Vincent Hiribarren ; Cyril Kenfack Nanfack ; Jean Koufan Menkene ; Laure Nadeige Ngo Nlend ; Patrick Junior Ngouné ; Maginot Noumbissie Tchouake ; Fabien Sacriste

## Rapport

### Consultation
L'intégralité du rapport de 1034 pages est disponible sur le site officiel de l'Élysée en France.

### Dates

#### Fin et remise du rapport
Le rapport a été officiellement remis entre les mains d'Emmanuel Macron le 28 janvier 2025 pour le côté France. Et la Commission s'est déplacée à Yaoundé et a remis le même rapport à Paul Biya pour le côté Cameroun.

### Description
Le rapport est un document de plus de 1035 pages.

### Personnages
Le rapport mentionne beaucoup de personnages liés à la lutte de l'indépendance du Cameroun.
La liste suivante n'est pas exhaustive :
Ahmadou Ahidjo, Alain Agenet, Ange Agostini, Joseph Molinas, Grégoire et Paul Momo, Mongo Beti, Bernard Monnier, Irénée Montout, Léopold Moumé Etia, Félix Roland & Marthe Moumié, François Mourruau, Abdoulaye Mouyakan, Hyacinthe Mpaye, Edward W. Mulcahy, le capitaine Muller, Emmanuel Félix Mvinguet, Pierre Yemback, Antoine Yembel, Georges Yemi, Fulbert Youlou, Aloyse Zimmermann, Alexandre Douala Manga Bell, Paul Soppo Priso, Paul Monthé, Jacques Kuoh Moukouri, Pierre Ebelé, Gaston Kingué Jong, Ekwalla Essaka, Daniel Massuké, Fame Ndongo, Abane, Atsa, Tsafack Nanfosso, Billoux, Foncha, Kemajou, Mbida, Ernest Ouandié, Jean Tchapchet, Marthe Ouandié, Ruben Um Nyobè, Roland Félix Moumié, Marthe Moumié, William Bechtel, Abel Kingué, J. Massenet, G. Pompidou, André-Marie Mbida, Bowen, Charles Okala, Félix Moumié, Abel Eyinga, Henri Laurentie, André Boyer, Doustin, Lamberton, Alexandre Biyidi, Odile Tobner, Mathieu Tagny, Ruben Um Nyobe, Jacques Foccart, Ben Barka, Um Nyobè Ruben, Jean Gwodog, Paul Nlem Ella, René Tixier, Delamarre, J. Robert, Paul Pondi, Pierre Yemback, Antoine Yembel, Georges Yemi, Fulbert Youlou, Aloyse Zimmermann,

### 4 Sections
Le rapport retrace les stratégies mises en place par les autorités françaises pour contrer les forces émancipatrices au Cameroun entre 1916 et 1971. Il s'articule en quatre grandes sections.
- La première aborde la période allant de 1916 à 1955, marquée par la consolidation de l’ordre colonial sous mandat français. Elle met en lumière les moyens employés pour défendre les intérêts français, contrôler la vie politique et réprimer les aspirations nationalistes[4].

- La deuxième section se focalise sur les répressions qui s’intensifient à partir de 1955 et aboutissent à la guerre en Sanaga-Maritime. Elle examine les différentes formes de répression et les acteurs impliqués dans la lutte contre l’Union des Populations du Cameroun (UPC) entre 1956 et 1958[4].

- La troisième section analyse le rôle des autorités françaises dans la transition camerounaise vers l’indépendance (1958-1964). Malgré l’accession à la souveraineté en 1960, l’armée française poursuit ses actions répressives contre les mouvements d’opposition, notamment entre 1959 et 1965[4].

- Enfin, la dernière section explore l’influence persistante de la France dans la répression des mouvements d’opposition camerounais entre 1965 et 1971, soulevant la question de l’interdépendance entre les deux pays malgré l’émancipation officielle du Cameroun[4].

### Liste des massacres ayant eu lieu au Cameroun et mentionnés dans le rapport
- Massacre d'Ékité (Sanaga-Maritime), le 31 décembre 1956. L'administration a minimisé le nombre de victimes. Les estimations disponibles oscillent entre 20 et 200 morts.

- Massacre de Tombel, le 8 août 1961: Une unité de l’armée camerounaise, sous les ordres d’un officier français (lieutenant Capdeville), franchit la frontière du Cameroun méridional et massacre 12 ouvriers qui se rendaient à leur travail.

- Massacre de civils à Balessing, le 28 mai 1960.

- Massacres de Septembre 1945 à Douala: Le seul bilan officiel disponible pour les 24 et 25 septembre 1945 fait état de neuf morts et probablement d’autres victimes du fait des tirs des avions-mitrailleurs.

- Massacre à la mission de Mom-Dibang: Un gendarme français fait subir « une torture inouïe » à la femme d'un maquisard, ordonnant que « ses parties génitales soient aspergées de carburant et brulées ».

- Massacre à Song Simouth, près de Pouma: Cet événement mériterait une étude approfondie.

- Chutes de la Métché: Site de massacres coloniaux.

## Accueil

### Critiques
Thomas Deltombe, un des auteurs de Kamerun exprime leurs distances au sujet de l'environnement qui a présidé à la rédaction de ce rapport. 
Emmanuel Mukam, orphelin d'une victime de la guerre et témoin de la repression en pays Bamiléké, dont le témoignage et les conclusions, parmi la 100taine enregistrée par l'équipe de Blick Bassy, pour le volet artistique de la commission, n'est pas repris dans le rapport de Karine Ramondy, critique la conclusion de ce rapport et déclare,:  

« J’ai accordé 4 heures de mon temps à cette équipe qui est passée m’interviewer à Ngousso Yaoundé. Moi, orphelin d’un maquisard, j’ai perdu l’odorat depuis l’âge de 7 ans.
C’est en 2009 que j’ai été informé, dans un hôpital parisien, Clamart, que mon handicap provient de l’inhalation du napalm. [...] Quand, en préambule à la restitution de ce travail, on dit qu’il n’y a pas eu de napalm au Cameroun pendant cette sale guerre, tu peux comprendre que je doute beaucoup sur tout le reste, moi, handicapé depuis 65 ans. »